# Aissa Doumara Ngatansou
Aissa Doumara Ngatansou, née en 1972, est une militante camerounaise contre les violences faites aux femmes. Elle est la première récipiendaire, en 2019, du prix Simone-Veil de la République française.

## Biographie

### Famille et formation
Née en 1972, Aissa Doumara Ngatansou est originaire de la Région du Nord (Cameroun). Elle est forcée de se marier à l'âge de 16 ans.« À 11 ans, j’ai subitement vu les différences de traitement avec mes frères. Moi, je devais me marier vite, appartenir à une autre famille. [...] À 15 ans j’étais promise, à 16 mariée, à 18 maman », explique-t-elle. Malgré l’opposition de sa belle-famille, elle termine ses études secondaires. Battue par son mari, elle quitte le foyer familial. 

### Carrière
En 1996, elle cofonde une antenne de l’Association de lutte contre les violences faites aux femmes (AVLF) avec Billé Siké, à Maroua, chef-lieu de la région du Nord-Cameroun,,,. Son intervention humanitaire vise à la réhabilitation psychosociale et la restauration de la dignité des femmes déplacées internes victimes des attentats terroristes dans la région de l'Extrême-Nord. Son association contribue aux efforts d'entités des Nations Unies à l'instar d'ONU Femmes et de UNFPA pour l'autonomisation économique des survivantes de violences basées sur le genre (VBG) et qui sont principalement des victimes de la crise sécuritaire. 

## Distinction
Le 8 mars 2019, à l'occasion de la journée internationale des femmes, elle est la première récipiendaire du prix Simone-Veil de la République française, qui lui est remis par le président Emmanuel Macron. Elle déclare à cette occasion : « Ce que nous faisons tous les jours, c’est de redonner goût à la vie, de restaurer tous les pouvoirs que [les femmes] ont perdus [...] À toutes ces survivantes, les rescapées de Boko Haram, les femmes et les filles du monde entier, je dédie ce beau prix. »,.